# 74 Orionis
Ne doit pas être confondu avec κ (Kappa) Orionis.
Désignations
74 Orionis (en abrégé 74 Ori) est une étoile de la constellation d'Orion, située à 63,9 années-lumière de la Terre. Elle porte également la désignation de Bayer de k Orionis, 74 Orionis étant sa désignation de Flamsteed. Elle est visible à l'œil nu avec une magnitude apparente de 5,04.

## Environnement stellaire
74 Orionis présente une parallaxe annuelle de 51,05 ± 0,10 mas mesurée par le satellite Gaia, ce qui indique qu'elle est distante de 19,59 ± 0,04 pc (∼63,9 al) de la Terre. Elle s'éloigne du Système solaire à une vitesse radiale de +8,9 km/s. L'étoile possède un mouvement propre relativement élevé, traversant la sphère céleste à un rythme de 0,204 seconde d'arc par an.
L'étoile possède deux compagnons visuels recensés dans les catalogues d'étoiles doubles et multiples. Le premier, connu comme 74 Ori B, est une étoile de magnitude 12,5 qui était située à une séparation angulaire de 32,1 secondes d'arc et à un angle de position de 174° de 74 Orionis en l'an 2000. Le deuxième, 74 Ori C, est une étoile de magnitude 9,01 qui était située à une séparation angulaire de 195,5 secondes d'arc et à un angle de position de 94° en 2011. Ces deux étoiles sont des doubles purement optiques, qui apparaissent proches dans le ciel par coïncidence.

## Propriétés
74 Orionis est une étoile jaune-blanc de la séquence principale ordinaire de type spectral F5V. On estime qu'elle est âgée de 2,3 milliards d'années et qu'elle est 1,39 fois plus massive que le Soleil. L'étoile tourne sur elle-même à une vitesse de rotation projetée de 18,8 km/s. Son abondance en fer, utilisée pour mesurer la métallicité, est proche de l'abondance solaire en fer. Le rayon de l'étoile est 1,3 fois plus grand que le rayon solaire, elle est trois fois plus lumineuse que le Soleil et sa température de surface est de 6 595 K.